# Helmut Hahn (Geograph)
Helmut Hahn (* 15. September 1921 in Boppard; † 18. Oktober 2008) war ein deutscher Geograph und Hochschullehrer.

## Leben und Wirken
Nach seiner Reifeprüfung 1939 in Boppard leistete Helmut Hahn während des Zweiten Weltkriegs Kriegsdienst und geriet kurze Zeit in Kriegsgefangenschaft. Ab dem Wintersemester 1945/46 studierte er dann Geographie, Geschichte, Latein und Englisch an der Universität Bonn. Dort promovierte er im Jahre 1949. Anschließend war er an dieser Universität als wissenschaftlicher Assistent tätig und habilitierte sich 1956 mit einer Arbeit über "Die deutschen Weinbaugebiete". Nach einer kurzen Zeit als Gastprofessor an der Universität Kabul (1957/58) übernahm er anschließend bis 1986 eine Professur für Wirtschaftsgeographie an der Universität Bonn. Er war Mitherausgeber verschiedener Fachzeitschriften und Schriftenreihen und beschäftigte sich vor allem mit Themen aus der Wirtschafts- und Sozialgeographie in Deutschland, auch im Hinblick auf die Konfessionen. Hinzu kommen Arbeiten über den Weinanbau in Deutschland.

## Veröffentlichungen (Auswahl)
- Der Einfluss der Konfessionen auf die Bevölkerungs- und Sozialgeographie des Hunsrücks (= Bonner geographische Abhandlungen, Bd. 4). Selbstverlag des Geographischen Instituts, Bonn 1950 (= Dissertation Universität Bonn).
- Die deutschen Weinbaugebiete. Ihre historisch-geographische Entwicklung und wirtschafts- und sozialgeographische Struktur (= Bonner geographische Abhandlungen, Bd. 18). Selbstverlag des Geographischen Instituts, Bonn 1956 (= Habilitationsschrift Universität Bonn).
- Das Mittelrheintal. In: Berichte zur deutschen Landeskunde, Bd. 17 (1956), H. 2, S. 176–193.
- Die Erholungsgebiete der Bundesrepublik. Erläuterungen zu einer Karte der Fremdenverkehrsorte in der deutschen Bundesrepublik (= Bonner geographische Abhandlungen, Bd. 22). Dümmler, Bonn 1958.
- Konfession und Sozialstruktur. Vergleichende Analysen auf geographischer Grundlage. In: Erdkunde, Bd. 12 (1958), H. 4, S. 241–253.

- Die Stadt Kabul (Afghanistan) und ihr Umland. Zwei Bände (= Bonner geographische Abhandlungen, Bd. 34 u. 35). Dümmler, Bonn 1964/1965.
- Die deutschen Weinbaugebiete. Regionale Differenzierungen in der Entwicklung der Rebflächen und der Betriebsstruktur 1949–1960. In: Erdkunde, Bd. 22 (1968), H. 2, S. 128–145.
- (Mithrsg.): Historische Wirtschaftskarte der Rheinlande um 1820 (= Rheinisches Archiv, Bd. 87). Röhrscheid, Bonn 1973, ISBN 3-7928-0350-X.
- Geographie und Konfession. Ein Beitrag zur Sozialgeographie des Tecklenburger Landes. In: Martin Schwind (Hrsg.): Religionsgeographie (= Wege der Forschung, Bd. 397). Wissenschaftliche Buchgesellschaft, Darmstadt 1975, S. 186–218, ISBN 3-534-06214-0.
- Strukturwandlungen in Weinbaugemeinden des „Oberen Mittelrheintales“ in Gefolge von Weinbergsflurbereinigungen. In: Peter Haimayer (Hrsg.): Fragen geographischer Forschung.  Festschrift des Instituts für Geographie zum 60. Geburtstag von Adolf Leidlmair (= Innsbrucker geographische Studien, Bd. 5). Selbstverl. des Inst. für Geographie d. Univ., Innsbruck 1979, S. 341–356.
- Der Einzugsbereich einer Fremdenverkehrsgemeinde (Beispiel Boppard). Erfassung mit Hilfe von Stichproben: Fehlerquellen und Kontrollmöglichkeiten. In: Erdkunde, Bd. 35 (1981), S. 118–130.
- Boppard/Oberer Mittelrhein. Das Kneipp- und Mineralheilbad im Spannungsfeld unterschiedlicher Fremdenverkehrsarten (= Arbeiten zur rheinischen Landeskunde, Bd. 50). Dümmler, Bonn 1983, ISBN 3-427-71501-9.
- (mit Franz-Josef Kemper): Sozialökonomische Struktur und Wahlverhalten am Beispiel der Bundestagswahlen von 1980 und 1983 in Essen (= Arbeiten zur rheinischen Landeskunde, Bd. 53). Dümmler, Bonn 1985, ISBN 3-427-71531-0.
- Die Verbandsgemeinde Emmelshausen, Vorderhunsrück. Sozial- und wirtschaftsgeographischer Strukturwandel und Differenzierungsprozesse in der Nachkriegszeit (= Arbeiten zur rheinischen Landeskunde, Bd. 59). Dümmler, Bonn 1988, ISBN 3-427-71591-4.